# El otro Francisco
El otro Francisco és una pel·lícula cubana dirigida el 1975 per Sergio Giral. Va participar al 9è Festival Internacional de Cinema de Moscou, on va obtenir un diploma per l'actuació de l'actor Miguel Benavides. Forma part d'una trilogia sobre l'esclavitud amb El rancheador i Maluala.

## Argument
Dues versions, una idealitzada i romàntica, propera a l'obra anti-esclavista d'Anselmo Suárez Romero, i l'altra, d'estil realista, tendint a qüestionar la visió de l'escriptor. La novel·la tracta de l'amor impossible entre dos esclaus perseguits i torturats pel seu propietari gelós.

## Repartiment
- Margarita Balboa
- Miguel Benavides
- Armando Bianchi
- Alden Knight
- Adolfo Llauradó
- Susana Pérez
- Alina Sánchez
- Ramón Veloz